# Яришівський район
Яришівський райо́н — колишній район Могилівської і Вінницької округ, Вінницької області.

## Історія
Утворений 7 березня 1923 з частин Яришівської, Кукавської і Хоньковецької волостей з центром в Яришеві у складі Могилівської округи Подільської губернії.
3 червня 1925 приєднані села Ломозів, Нижчий Ольчадаїв, Мала Кукавка, Велика Кукавка, Серебринці та Ізраїлівка розформованого Озаринецького району.
1 липня 1930 року Могилівська округа розформована з приєднанням території до Вінницької округи.
15 вересня 1930 після скасування округ підпорядковується безпосередньо Українській РСР.
Ліквідований 3 лютого 1931 року з віднесенням території до складу Могилівського району.
Відновлений 26 лютого 1935 шляхом розукрупнення районів у складі Вінницької області.
Скасований 4 червня 1958 року, на його основі (а також з приміської (сільської) зони Могилів-Подільської міськради) утворено Могилів-Подільський район.